# Беренкс
Бере́нкс (фр. Bérenx) — коммуна во Франции, находится в регионе Аквитания. Департамент — Атлантические Пиренеи. Входит в состав кантона Ортез и Тер-де-Гав и дю Сель. Округ коммуны — По.
Код INSEE коммуны — 64112.

## География

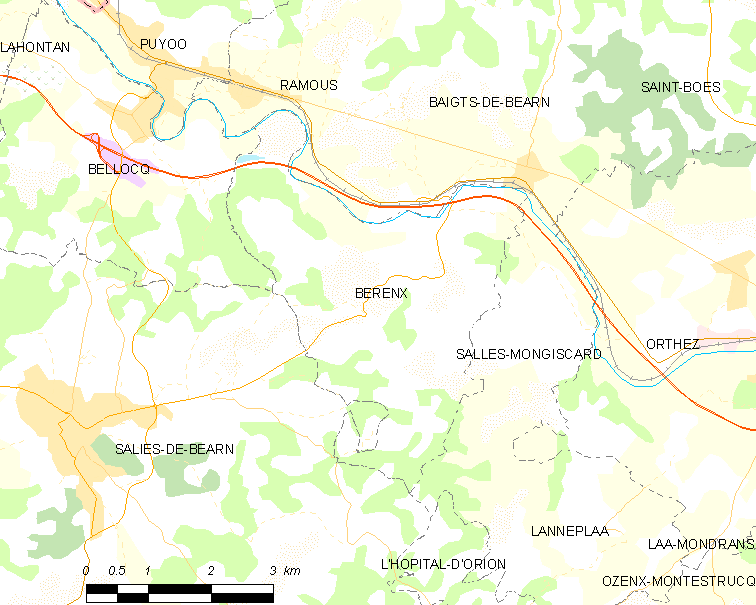
Карта коммуны

Коммуна расположена приблизительно в 650 км к югу от Парижа, в 150 км южнее Бордо, в 50 км к северо-западу от По.
На севере коммуны протекает река Гав-де-По.

### Климат
Климат тёплый океанический. Зима мягкая, средняя температура января — от +5°С до +13°С, температуры ниже −10 °C бывают редко. Снег выпадает около 15 дней в году с ноября по апрель. Максимальная температура летом порядка 20-30 °C, выше 35 °C бывает очень редко. Количество осадков высокое, порядка 1100 мм в год. Характерна безветренная погода, сильные ветры очень редки.

## Население
Население коммуны на 2010 год составляло 489 человек.
| 1962 | 1968 | 1975 | 1982 | 1990 | 1999 | 2010 |
| ---- | ---- | ---- | ---- | ---- | ---- | ---- |
| 479  | 461  | 444  | 471  | 496  | 475  | 489  |

## Администрация
| Период | Период | Фамилия          | Партия | Примечания |
| ------ | ------ | ---------------- | ------ | ---------- |
| 1971   | 1989   | Жан Балаге       |        |            |
| 1989   | 2020   | Жан Домерк-Барей |        |            |

## Экономика
В 2010 году среди 310 человек трудоспособного возраста (15-64 лет) 221 были экономически активными, 89 — неактивными (показатель активности — 71,3 %, в 1999 году было 70,6 %). Из 221 активных жителей работали 206 человек (119 мужчин и 87 женщин), безработных было 15 (4 мужчины и 11 женщин). Среди 89 неактивных 26 человек были учениками или студентами, 32 — пенсионерами, 31 были неактивными по другим причинам.

## Достопримечательности
- Церковь Свв. Петра и Иоанна Крестителя (1878 год)[4]

## Фотогалерея

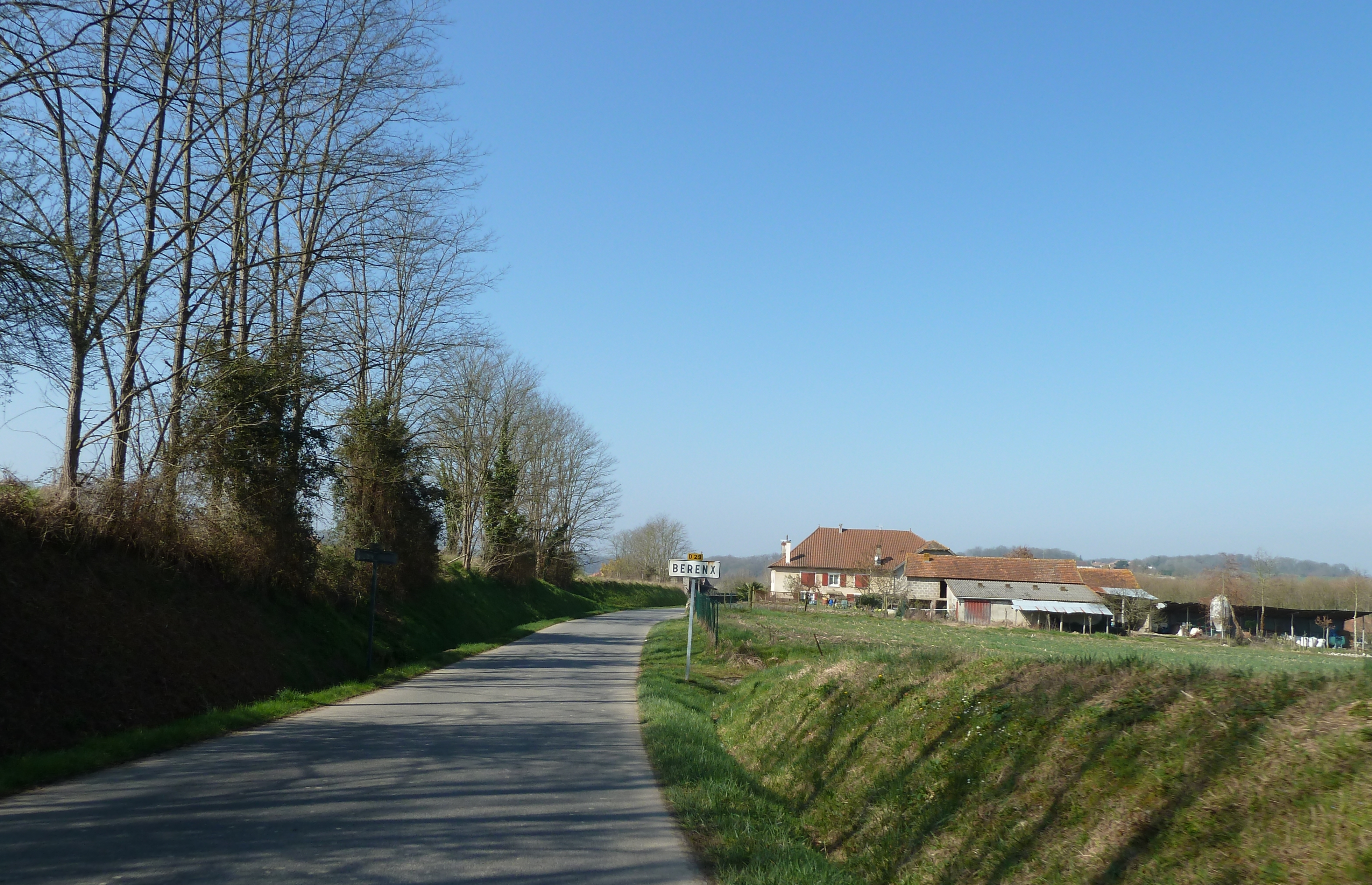
Въезд в Беренкс
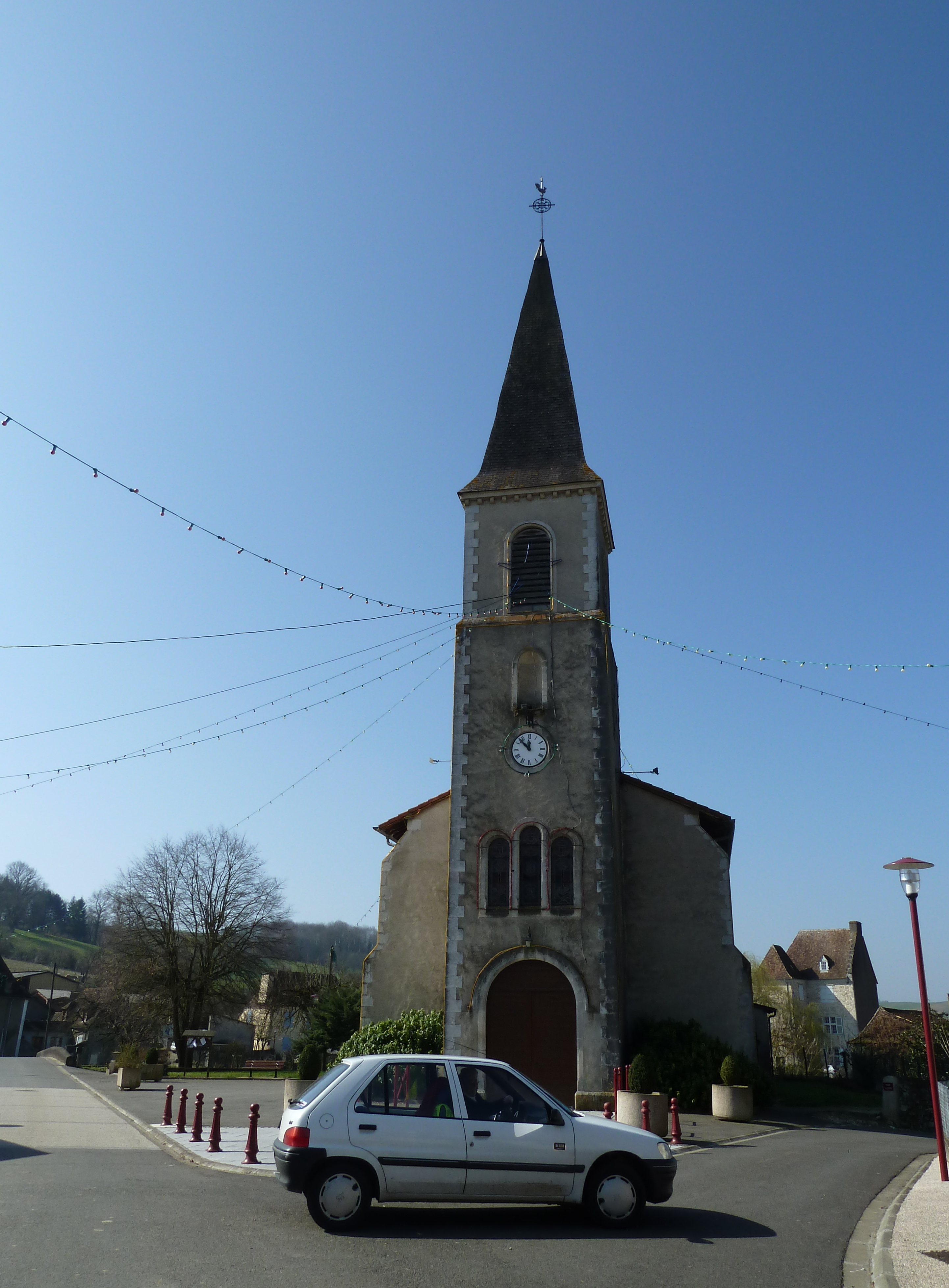
Церковь Свв. Петра и Иоанна Крестителя
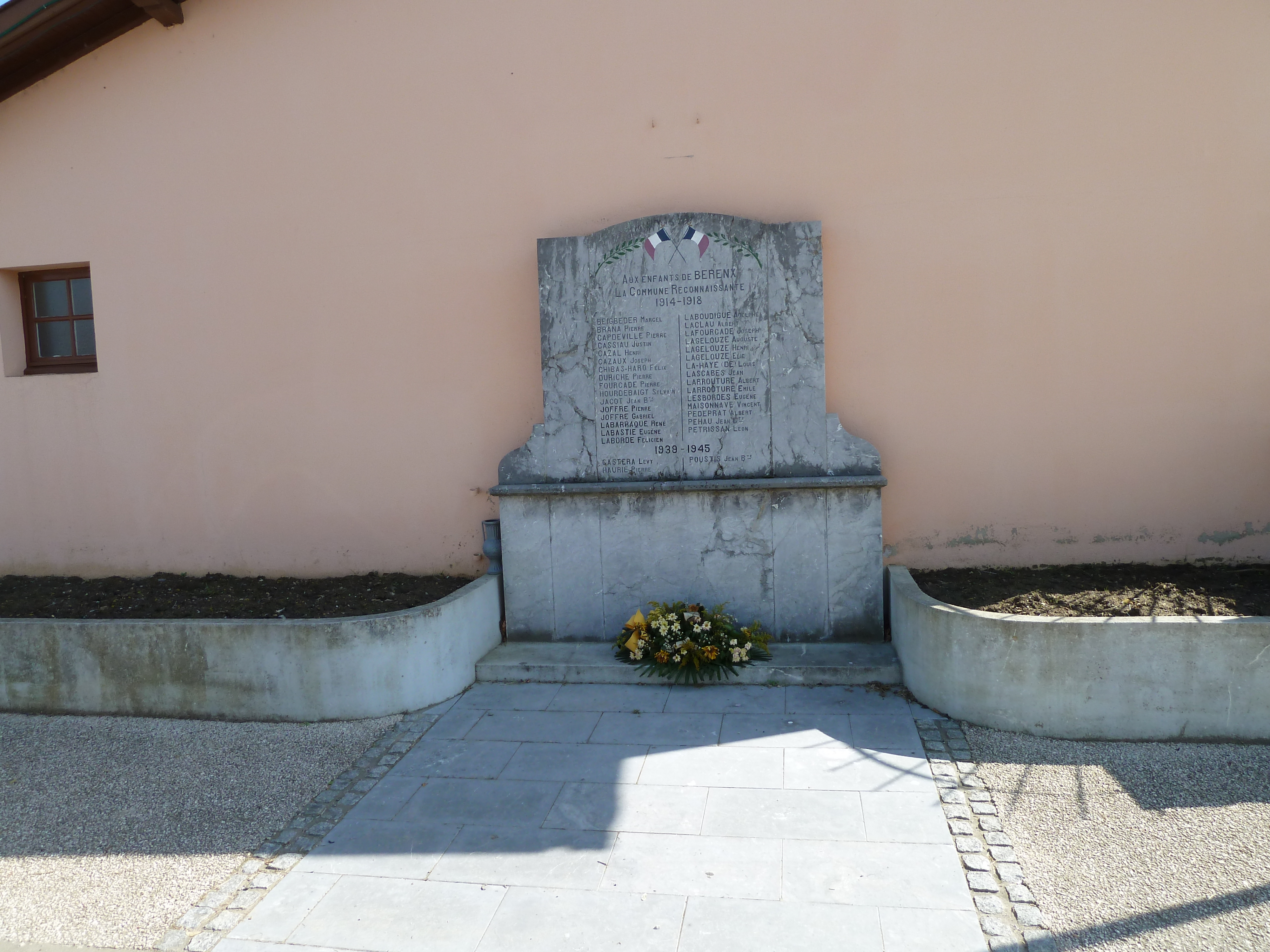
Военный мемориал
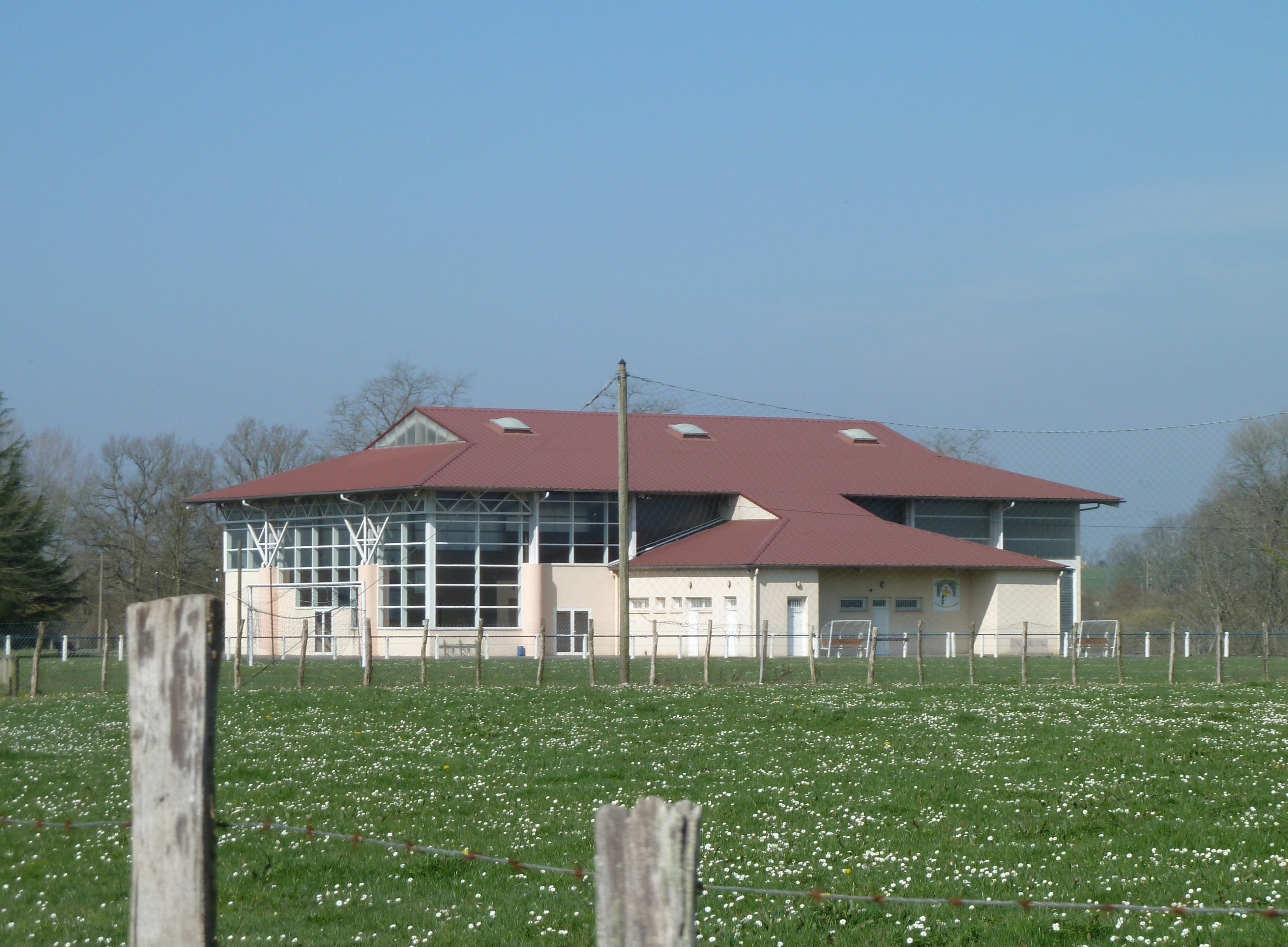
Зал и футбольное поле
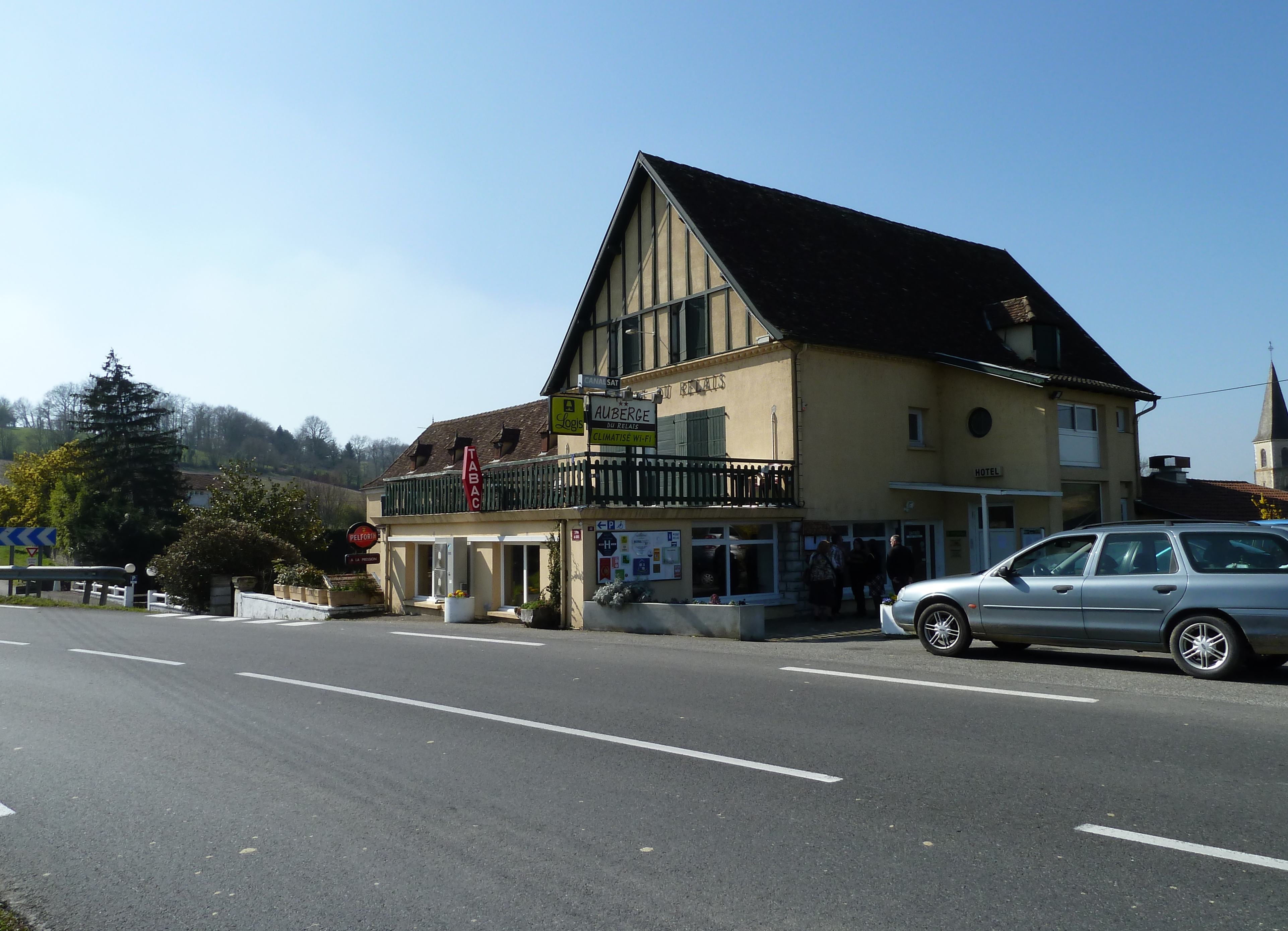
Гостиница с рестораном